# Рудолф фон Йеринг
Рудолф фон Йеринг (на немски: Rudolf von Jhering или Rudolf von Ihering) е германски професор и виден представител на т.нар. социологическа правна школа (виж и понятие за право).
Рудолф фон Йеринг е представител на германската историческа школа и като такъв в ранния си период на теоретик на правото утвърждава понятието „юриспруденция на понятията“, а сетне и „юриспруденция на интереса“, които застъпва в т.нар. теория или доктрина на интереса, т.е. че зад упражняването на всяко право трябва да има признат от закона интерес. Йеринг също така създава и развива категорията „субективно право“ с което става един от най-значимите теоретици на правото в историята на правото.
В своята деятелност Рудолф фон Йеринг се стреми да съчетае и съедини в една цялост политико-правната теория със социологическата и психологическа школи и концепции за битието на правото по него време.

## Философията на правото при Йеринг
Йеринг схваща правото като система от социални цели, гарантирани принудително. Правото за него е законния порядък в живота, а държавата има за задача да обезпечи правния интерес на всеки. Този постулат е израз на обществения интерес. Без борба няма закон. Правото се развива в древни времена и в кървава борба между прослойки, класи и съсловия, които се стремят да изменят законите в свой интерес (напр. премахването на робството и крепостничеството, възможност за неограничена по обем поземлена собственост и арендаторство, право и свобода за упражняване на занаяти и изповядване на религия и т.н.) Според Йеринг, в сравнителноправен и исторически ракурс, след прогласяването на правния принцип за равенство пред закона, борбата трябва да се съсредоточи не върху въвеждането на нови правни принципи, а върху контрола по спазването на тези, които вече са извоювани от обществото.
Нерешения въпрос от Йеринг е: ако субективното право е тъждествено на защитения или признат от закона интерес, то остава ли при загуба на интерес от упражняването му?

## Трудове
- „Духът на римското право на различните етапи от неговото развитие“ (1852);
- „Борба за право“ (1872);
- „Целта в правото“ (1878);
- „Върхът“ (1882);
- „Юридическа техника“;
- „Смешното и сериозното в юриспруденцията“;
- „За защитата на правото на владение“;
- „Интерес и право“.